# Order „Szlachetność”
Order „Szlachetność” (kaz. «Парасат» ордені) – odznaczenie państwowe Republiki Kazachstanu. Order został ustanowiony Ustawą Republiki Kazachstanu z dnia 1 kwietnia 1993 nr 2069-XII „O odznaczeniach państwowych Republiki Kazachstanu”. Obecnie jego przyznawanie reguluje Ustawa Republiki Kazachstanu z dnia 12 grudnia 1995 nr 2676 „O odznaczeniach państwowych Republiki Kazachstanu”.

## Statut
Order „Szlachetność” nadawany jest wybitnym osobistościom nauki i kultury, literatury i sztuki, osobistościom rządowym i publicznym, a także obywatelom, którzy wnieśli wielki osobisty wkład w rozwój i wzmocnienie potencjału duchowego i intelektualnego Republiki Kazachstanu, lub z aktywną pracę na rzecz ochrony praw człowieka i interesów społecznych. Order jest jednostopniowy.

## Opis
Odznaka orderu wykonana jest ze złoconego srebra. Ma kształt ośmioramiennej gwiazdy, której każde ramię tworzą trzy dwuścienne promienie, z których środkowy jest nieco dłuższy niż zewnętrzne; pomiędzy ramionami gwiazdy znajduje się jeden mały dwuścienny promień.
Pośrodku gwiazdy znajduje się medalion przyjmujący formę figur geometrycznych: w centrum znajduje się prostokątny romb, z którego boków wychodzą dwa dwuścienne promienie; u rogów rombu znajdują się zaś dwuścienne trójkąty. Medalion otoczony jest obwódką pokrytą zieloną emalią, w której dolnej części znajduje się napis: ПАРАСАТ („Szlachetność”), a w górnej trzy złote romby. Obwódkę otaczają trójkątne promienie skierowane w stronę końców gwiazdy.
Odznaka orderu zawieszona jest na sześciokątnej zawieszce obciągniętej wstążką za pomocą łącznika w postaci elementu kazachskiego ornamentu ludowego. Wstążka, wykonana z jedwabnej mory w barwach flagi Kazachstanu z trzema żółtymi paskami pośrodku na niebieskim tle, gdzie środkowy pasek jest szerszy od zewnętrznych.